# Ǐ̱
Ǐ̱ (minuscule : ǐ̱), appelé I caron macron souscrit, est une lettre latine utilisée dans l’écriture du hyam.

## Usage informatique
Le I caron macron souscrit peut être représenté avec les caractères Unicode suivants : 
- composé et normalisé NFC (latin étendu B, diacritiques)[1],[2] :

| formes    | représentations | chaînes de caractères | points de code | descriptions                                                |
| --------- | --------------- | --------------------- | -------------- | ----------------------------------------------------------- |
| capitale  | Ǐ̱               | Ǐ◌̱                    | U+01CF U+0331  | lettre majuscule latine i caron diacritique macron souscrit |
| minuscule | ǐ̱               | ǐ◌̱                    | U+01D0 U+0331  | lettre minuscule latine i caron diacritique macron souscrit |

- décomposé et normalisé NFD (latin de base, diacritiques) :

| formes    | représentations | chaînes de caractères | points de code       | descriptions                                                            |
| --------- | --------------- | --------------------- | -------------------- | ----------------------------------------------------------------------- |
| capitale  | Ǐ̱               | I◌̱◌̌                   | U+0049 U+0331 U+030C | lettre majuscule latine i diacritique macron souscrit diacritique caron |
| minuscule | ǐ̱               | i◌̱◌̌                   | U+0069 U+0331 U+030C | lettre minuscule latine i diacritique macron souscrit diacritique caron |